# Chlorosea roseitacta
Chlorosea roseitacta är en fjärilsart som beskrevs av Louis Beethoven Prout 1912. Chlorosea roseitacta ingår i släktet Chlorosea och familjen mätare. Inga underarter finns listade i Catalogue of Life.